# IFK Mariefred

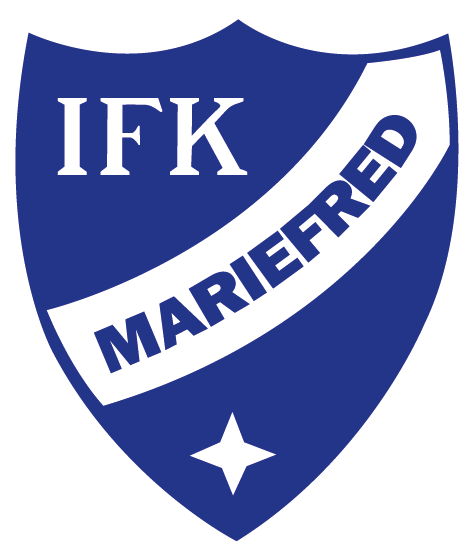
Logo

IFK Mariefred ist ein 1908 gegründeter Sportverein aus Mariefred in Schweden, der vor allem für seine Eishockeyabteilung bekannt ist.

## Geschichte
Der Verein wurde am 17. Juni 1908 gegründet. Die Eishockeyabteilung nahm an der Svenska serien i ishockey, der damals höchsten schwedischen Spielklasse, in den Spielzeiten 1936/37, 1940/41 sowie 1942/43 teil. Von 1944 bis 1947 trat IFK Mariefred zudem in deren Nachfolgeliga Division 1 an. Der Mannschaft nahm in den 1930er und 1940er Jahren zudem regelmäßig an der damals noch im Pokalmodus ausgetragenen schwedischen Meisterschaft teil.